# Tutti i racconti western
Tutti i racconti western (The Complete Western Stories) è una raccolta di racconti di Elmore Leonard, pubblicata per la prima volta in USA nel 2004 e in lingua italiana nel giugno 2008 da Einaudi nella traduzione di Luca Conti.
Comprende 30 racconti scritti e pubblicati tra il 1951 e il 1994, introdotti da una conversazione con l'autore del 2004 curata da Gregg Sutter.
L'edizione italiana della presente antologia comprende effettivamente tutti i racconti western scritti da Leonard dal 1951 al 1994, fatta eccezione per il racconto The Treasure at Mungo's Landing, del 1958, considerato perduto e riscoperto solo a volume già pubblicato (il racconto è stato incluso nella ristampa americana, in edizione economica, dell'antologia) e per The Bull Ring at Blisston, del 1959, uscito solo su rivista, e mai più ristampato.

## Racconti

### La pista apache
La pista apache (Trial of the Apache) è apparso per la prima volta nel 1951, nella rivista Argosy con il titolo Apache Agent.
Il capitano Eric Travisin è l'unico bianco responsabile della sicurezza nella riserva apache di Camp Gila, in Arizona. Quando gli viene affidata la custodia dell'apache ribelle Pillo e della sua banda, con l'obbligo di sorvegliarli e custodirli, e questi invece gli sfuggono, a Travisin non resta che radunare un manipolo di scout e mettersi sulle tracce dei fuggiaschi, confidando sull'esperienza della fidata guida Barney Fry e sul coraggio e l'intraprendenza del giovanissimo sottotenente De Both, quest'ultimo destinato a fare la sua prima drammatica esperienza con l'ingannevole natura degli apache proprio durante quella pericolosa missione dall'esito tutt'altro che scontato.

### L'amuleto
L'amuleto (Apache Medicine) è stato pubblicato per la prima volta nel maggio 1952 in Dime Western Magazine con il titolo Medicine.
Lo scout Kleecan ha la sfortuna di imbattersi nel giovane guerriero apache Juan Pony, noto per essere un violento attaccabrighe. Alla fine dell'inevitabile scontro, il ragazzo pellerossa ha la peggio. Ma anche per Kleecan non è una buona giornata: poco dopo, alla stazione di servizio della Hatch & Hodges si imbatte in quattro loschi individui che hanno appena rapinato un portavalori dell'esercito. E viene obbligato a fare loro da guida, suo malgrado…

### Otto giorni da Willcox
Otto giorni da Willcox (You Never See Apaches…) è stato pubblicato per la prima volta nel settembre 1953 in Dime Western Magazine con il titolo Eight Days from Willcox.
Lo scout Angsman, per spezzare la noia del suo ripetitivo lavoro di supporto all'esercito, si lascia convincere a guidare due improvvisati cercatori d'oro, Ed Hyde e il giovane avventato Billy Grey, in pieno territorio Apache, sulle tracce di una fantomatica miniera d'oro. Solo la sua esperienza e il rispetto che si è guadagnato con il capo Apache Delgadito, suo antico avversario, gli permettono di non doversi pentire dell'iniziativa. Non a tutti i suoi compagni d'avventura andrà però ugualmente bene.

### I diavoli rossi
I diavoli rossi (Red Hell Hits Canyon Diablo) venne pubblicato per la prima volta su “10 Story Western Magazine” nell'ottobre 1952, con il titolo Tizwin
Il giovane tenente Towner, alla sua prima esperienza di comando, non esita ad inoltrarsi con un drappello di sette soldati nell'insidioso Canyon Diablo, per catturare una banda di pericolosi apaches guidati dal rinnegato Lacayuelo, che tiene in ostaggio uno dei suoi soldati. Lo scout Cline, alla guida dei militari, ne ha viste parecchie di trappole come quella, e vorrebbe persuadere il tenente a desistere dal suo proposito, tanto eroico quanto temerario. Lo scontro finale tra indiani e soldati avviene, tuttavia, in un modo imprevedibile e singolare: una gara di bevute a base dell'inebriante birra apache chiamata tizwin. In questo sconto incruento il giovane tenente, a sorpresa, risulta essere proprio l'inatteso vincitore.

### La moglie del colonnello
La moglie del colonnello (The Colonel's Lady) apparve per la prima volta su Zane Grey's Western nel novembre 1952, con il titolo Road to Inspiration
Il nome del guerriero apache rinnegato Mata Lobo incute terrore, visto che centinaia di soldati lo hanno braccato inutilmente per anni, e molti di loro ci hanno rimesso la vita. Per procurarsi munizioni, l'indiano tende un agguato alla diligenza per Inspiration, Arizona. Oltre a sterminare tutti i viaggiatori, il criminale rapisce l'unica donna a bordo, Amanda Darck, moglie di un colonnello di Ford Thomas. Le intenzioni del guerriero nei riguardi della donna sono le peggiori, ma saranno ben presto frustrate, come scoprirà la guida Simon Street, che si è messo sulle tracce del fuggiasco per tentare di liberare la sua prigioniera.

### La legge dei perseguitati
La legge dei perseguitati (Law of the Hunted Ones) fu inizialmente pubblicato in Western Story Magazine nel dicembre del 1952 con il titolo Outlaw Pass
Il pericoloso fuorilegge Lew De Sana è evaso dal carcere di Yuma con il suo fidato tirapiedi Rondo. Si è rintanato in una baracca nei boschi, dove costringe a fargli da moglie e da serva una sventurata ragazzina che ha fatto il solo sbaglio di essere gentile con lui. Alla baracca arrivano per caso due ex militari in cerca di fortuna, l'anziano Virgil Partman ed il ragazzo David Fallis, di cui il primo si prende cura come se fosse suo figlio. Tra il giovane David e Lew è odio a prima vista, soprattutto dopo che il ragazzo si è interessato troppo alla sorte della giovane prigioniera del fuorilegge. A complicare la situazione sopraggiunge un drappello di poliziotti apache, sulle tracce dei due evasi. Nello scontro finale, Virgil si prende una pallottola in un fianco. L'affezionato David si getta all'inseguimento del bandito, pronto a vendicare l'amico.

### Stivali d'ordinanza
Stivali d'ordinanza (Cavalry Boots) apparve per la prima volta nel dicembre 1952 in Zane Grey's Western
Bud Nagle non è un uomo coraggioso, né ha velleità da eroe. Di certo è un soldato riluttante e svogliato, che si è presto pentito della sua scelta di arruolarsi. Sogna una vita agiata in città, ma è costretto a prestare servizio nel rude e pericoloso mondo della frontiera dell'Arizona. Alla vigilia di uno dei più duri e sanguinosi scontri con gli Apaches, la sua fuga scomposta da un'imboscata, guidata dalla paura e da un maldestro quanto vano tentativo di salvarsi la vita, per una mera casualità fa diventare lo sventurato Nagle un involontario eroe. Il suo sacrificio finirà con lo scongiurare un massacro e la sua memoria verrà celebrata con la più alta onorificenza.

### La miniera del frate
La miniera del frate, con il titolo originale Under the Friar's Ledge, fu pubblicato per la prima volta nel gennaio 1953 su Dime Western Magazine.
Il dottor Struggles, negli oltre vent'anni di fedele servizio nell'esercito, ha sempre coltivato con ascetico distacco un personale interesse per la ricerca di metalli preziosi, alla quale ha scelto di dedicarsi a tempo pieno una volta congedato. Spintosi tra le impervie valli della Sierra Madre, ai confini con il Messico, incontra casualmente Juan Solo, un indiano noto per essere l'unico a conoscere l'esatta ubicazione della leggendaria miniera d'argento Sangre de Santos, detta anche la "miniera del Frate" perché la si vuole protetta dallo spirito del padre francescano Tomas Maria, ucciso centinaia di anni prima dagli Spagnoli. Juan Solo è stato imprigionato e torturato da un americano, suo sedicente amico, che ha cercato inutilmente di estorcergli il segreto della miniera e poi lo ha lasciato a morire. Il silenzioso dottor Struggles si prende cura di lui, e si guadagna in questo modo la sua preziosa amicizia. "Chi trova un amico, trova un tesoro", si dice: alle volte, non solo in senso figurato.

### Ladri di bestiame
Ladri di bestiame (The Rustlers) fu pubblicato in Zane Grey's Western nel febbraio 1953 con il titolo Along the Pecos.
Un centinaio di capi di bestiame, rubati ad una mandria che ne conta migliaia, induce un manipolo di cowboy ad intraprendere una lunga ed estenuante caccia all'uomo, sulle tracce dei ladri, lungo il percorso del fiume Pecos, fino alla cittadina di Anton Chico, dove finalmente gli ignari fuggiaschi vengono raggiunti e catturati. Tra loro c'è Jack Ryan, fratello scapestrato di Emmett Ryan, il duro ed inflessibile capo dei mandriani. La legge parla chiaro: per i ladri di bestiame è prevista l'impiccagione. Potrà Emmett fare uno strappo alla sua intransigenza e salvare la vita al fratello e ai suoi stolti e miserabili compagni? Ci vorrà il coraggio di amici di vecchia data, per offrire ad Emmett una via d'uscita.

### Quel treno per Yuma
Quel treno per Yuma (Three-Ten to Yuma), è uno dei racconti più famosi di Leonard, ispiratore di ben due trasposizioni cinematografiche, la prima diretta nel 1957 da Delmer Daves, e un remake diretto nel 2007 da James Mangold. È stato pubblicato per la prima volta nel marzo 1953 su Dime Western Magazine.
Il vice-sceriffo di Bisbee Paul Scallen è un uomo di legge coraggioso e determinato. Il suo senso del dovere e la sua etica sono messi a dura prova quando gli viene dato l'incarico di scortare il giovane fuorilegge Jim Kidd fino alla prigione di Yuma, dove dovrà scontare cinque anni per aver partecipato ad una rapina alla diligenza, nel corso della quale uno dei suoi complici ha ucciso il conducente, Dick Moons. Durante il soggiorno nella cittadina di Contention, dove attende l'arrivo del treno delle 3.10 per Yuma, e poi lungo la strada verso il convoglio, Scalen dovrà prima proteggere la vita del ragazzo da chi vuole vendicare la morte di Moons e poi dovrà impedire che alcuni suoi complici, capeggiati dal delinquente Charlie Prince, lo liberino. In quel frangente dovrà anche combattere contro la propria crescente paura di non poter riabbracciare le sue amate figlie.

### Caccia grossa
Caccia grossa (The Big Hunt, originariamente intitolato Matt Gordon's Boy) vide la luce nell'aprile 1953 su Western Story Magazine.
Nonostante sia poco più di un ragazzo, Will Gordon ha le idee chiare sul suo futuro di cacciatore di bisonti e di commerciante di pelli, un duro mestiere che ha ereditato dal padre, morto ubriaco sotto una carica di bestioni imbizzarriti. Will si fa aiutare dall'anziano e altrettanto ubriacone Leo Cleary, già amico del padre: sebbene siano solo in due, il loro lavoro dà ottimi frutti, non senza attirare sul ragazzo le invidie della concorrenza, in particolare degli astiosi fratelli Wylie e Clyde Foss, che tra l'altro Will Gordon sospetta siano stati la causa indiretta della morte del padre.

### Notte senza fine
Notte senza fine (Long Night) è apparso per la prima volta su Zane Grey's Western nel maggio 1953.
Da quando Dave Boland ha rinunciato alla vita girovaga del cow-boy e ha scelto di fare l'allevatore, per crescere famiglia, non ha avuto che difficoltà. Ma il peggio deve ancora arrivare: quando una sera rientra a casa per informare la moglie Virginia, incinta, di non aver ottenuto alcun tipo di aiuto dalla gente del paese, trova ad attenderlo due vecchi compagni di lavoro, Jeffy e Red, divenuti fuorilegge e ricercati per omicidio. Il secondo ha pure una pallottola nella pancia, e sembra non essere del tutto convinto della sincerità del suo compare, che intanto tiene sotto tiro la moglie di Dave.

### Il ragazzo che sorrideva
Il ragazzo che sorrideva (The Boy Who Smiled) è apparso su Gunsmoke nel giugno 1953.
Mickey Segundo, giovanissimo meticcio che tutti notano per il volto spesso sorridente, assiste impotente all'impiccagione del suo povero padre, colpevole solo d'aver voluto sposare una donna apache, accusato di un furto di cavalli che non ha commesso. Il ragazzino, appena quattordicenne, si lancia all'inseguimento del vero colpevole, il bandito Tony Choddi, e dopo tre giorni di caccia lo trova e lo fredda senza esitazioni. Poi lascia passare un ben più lungo periodo di cinque anni per ordire e consumare un'astuta, quanto inesorabile vendetta anche contro McKay e Allison, gli spietati e affrettati giustizieri di suo padre. Quando avrà ottenuto giustizia ritroverà anche il sorriso che tutti erano abituati a vedergli sul volto.

### Maniere forti
Maniere forti (The Hard Way) è apparso per la prima volta su Zane Grey's Western nell'agosto 1953.
Lo sceriffo americano di Arivaca, cittadina al confine con il Messico, ha nominato suo vice Jimmy Robles, un ragazzo messicano dalle buone maniere e dallo spiccato senso di giustizia. Quando Jimmy, ingenuamente convinto che la legge sia uguale per tutti, arresta il cowboy ubriaco Sid Roman prima che spari a qualcuno, Benedict è costretto a dargli una bella strigliata. Il mandriano Remillard ottiene dal giudice Essery un ordine di scarcerazione immediata per il suo bovaro e Jimmy è costretto ad imparare la lezione. Poco dopo sarà proprio lui a salvare la vita a Remillard e al giudice, sparando a suo zio, Tio Robles: l'anziano messicano, stanco dei continui soprusi dei cowboys, ha tentato una scomposta quanto drammatica reazione.

### L'ultimo colpo
L'ultimo colpo (The Last Shoot, prima intitolato A Matter of Duty) è stato inizialmente pubblicato nella raccolta Fifteen Western Tales del settembre 1953.
Sebbene indossi abiti civili e si finga un comune cow-boy, il giovane Lou Walker è in effetti un soldato sudista che agisce al confine con il Messico in un gruppo di spie guidate dall'inflessibile Beckwith. La sua missione è quella di eliminare il maggiore yankee McGrath, ma il ragazzo ha già fallito un tentativo. Stanco di morti e di guerra, vorrebbe solo poter fuggire verso la California con l'amata Barbara, figlia di un membro della sua squadra. Quando sta per portare a termine il suo compito, spinto da un riluttante senso del dovere e ben sapendo che non uscirà vivo dalla missione, il suo stesso bersaglio, il maggiore McGrath, che ha intuito le sue intenzioni, gli offre un'inattesa via d'uscita, evitandogli un inutile spargimento di sangue. Lo informa infatti che la guerra civile è finita: ora anche Lou può guardare con sollievo al futuro.

### Il baro
Il baro (primo titolo Rich Miller's Hand, divenuto Blood Money) è stato pubblicato nell'ottobre 1953 sulla rivista Western Story Magazine.
Durante una rapina alla banca di Asùncion, il giovane impiegato Elton Goss si prende una pallottola nell'addome e la sua vita è appesa ad un filo. Lo sceriffo Freehouser raduna una posse con alcuni tiratori scelti, e si getta all'inseguimento dei cinque rapinatori: quattro sono fuorilegge recidivi, il quinto, che ha fatto da palo, Rich Miller, è solo un ragazzino sbandato che si è unito al gruppo senza avere le idee chiare sui possibili sviluppi della sua bravata. Qualcuno vorrebbe che a quest'ultimo fosse data una possibilità di non pagare con la vita la sua avventatezza. Lo sceriffo non andrebbe troppo per il sottile, ma promette che farà del suo meglio per risparmiare il ragazzo. Intanto i rapinatori inseguiti si barricano in una vecchia miniera abbandonata, dove vengono circondati. Nella snervante attesa degli sviluppi, non resta loro che sfidarsi a poker. Il capobanda Deke si è convinto che il denaro della banca sia maledetto: ogni volta che uno di loro ne accumula più degli altri, finisce morto ammazzato dai tiratori dello sceriffo. Rimasto lui solo col giovanissimo Rich, è pronto a barare, pur di perdere la ricca posta in gioco e non finire a sua volta impallinato.

### Stazione di cambio
Stazione di cambio (prima intitolato semplicemente Rindo's Station, poi ribattezzato come Trouble at Rindo's Station) è apparso nell'ottobre 1953 su Argosy.
La stazione di posta di Rindo, spersa in mezzo al nulla, è normalmente un luogo tranquillo e desolato. Quando ci arriva Ross Corsen, esperto responsabile della riserva degli Apache Mescaleros di Pinaleño che ha appena dato le dimissioni dal suo incarico per incompatibilità con la gestione burocratica e disonesta del nuovo supervisore W.F. Sellers, le cose sono destinate a cambiare. Corsen ci è venuto per progettare un nuovo futuro al fianco dell'amata Katie, la giovane figlia del gestore della stazione Billy Teachout. Ma il destino ha in serbo molte sorprese. Arriva infatti la diligenza con l'odiato Sellers a bordo e, all'insaputa di tutti, anche una coppia di cowboy che poco dopo si rivelano essere dei rapinatori. E come se non bastasse, un gruppo di indiani ribelli, capeggiati dal pericoloso ed inaffidabile Bonito, danno l'assalto alla stazione. A quel punto solo la navigata esperienza di Corsen, costretto suo malgrado a riprendere il controllo della situazione, offre a tutti una possibilità di uscire vivi dall'inattesa crisi.

### La corda al collo
La corda al collo (primo titolo The Hanging of Bobby Valdez, poi Saint with a Six-Gun) è stato pubblicato nell'ottobre 1954 su Argosy.
L'imminente impiccagione del bandito Bobby Valdez, condannato a Tularosa per omicidio dopo un rapido processo, offre ad un ragazzo del posto, il timido Lyall Quinlan, l'occasione di diventare un tutore dell'ordine. Lo sceriffo Bohannon infatti si è reso conto di aver bisogno di un nuovo assistente per far la guardia al prigioniero anche durante le lunghe notti che precedono la data fissata per l'esecuzione. Lyall accetta con entusiasmo l'incarico: in questo modo può farsi bello agli occhi di Elodie, una ragazza che serve nel saloon e che finora lo ha sempre ignorato. Ma l'astuto Valdez, con la sua parlantina persuasiva, prende confidenza con Lyall e lo convince a far venire un prete per confessare i suoi peccati. Il ragazzo si fa inizialmente abbindolare e consente ad un sedicente sacerdote (in realtà un complice di Valdez) di entrare nella prigione. All'ultimo si accorge del suo errore e si riscatta: con determinazione e prontezza ostacola il piano di fuga del bandito e si guadagna definitivamente la stella di vice-sceriffo.

### I tre banditi
I tre banditi (The Captives) è stato pubblicato nel febbraio 1955 su Argosy.
L'aver perso la sua cavalla in una scommessa non è che l'inizio dei guai, per Pat Brennan. L'uomo ottiene un passaggio sulla diligenza per Sasabe, solo per finire di lì a poco vittima, come tutti gli altri passeggeri, di una rapina ad opera di tre banditi dalla pistola facile. Nel giro di poco, Brennan e Doretta Getaway, figlia di un ricco possidente locale, restano gli unici sopravvissuti e finiscono ostaggio dei banditi. Brennan capisce che la loro sopravvivenza è legata ad un filo e che lui e la timida ragazza dovranno sfruttare ogni occasione utile per tentare di prevalere sui loro pericolosi sequestratori.

### L'uomo sbagliato
L'uomo sbagliato (No Man's Guns) è stato pubblicato nell'agosto 1955 in Western Story Roundup.
Appena congedato dall'esercito, il sergente Dave Mitchell non pensa altro che tornare a casa, per riabbracciare la sua famiglia. Peccato che strada facendo abbia la sfortuna di imbattersi in una banda di fuorilegge braccati dallo sceriffo Dyke, uomo tanto ottuso quanto determinato a vendicarsi dei banditi che gli hanno ucciso un amico, e proprio per questo ansioso di impiccarli. Poco importa che Mitchell, catturato insieme agli altri malviventi, sia del tutto estraneo alle loro scorribande: l'ex soldato non ha modo di convincere i suoi aguzzini della sua innocenza.

### La donna di Tascosa
La donna di Tascosa (titolo originale The Woman from Tascosa, poi ribattezzato The Rancher's Lady) è stato pubblicato nel settembre 1955 in Western Magazine.
Rimasto vedovo con due figli giovani da crescere, Willis Calender si è proposto di sposare la giovane miss Conway, che ha conosciuto attraverso uno scambio epistolare di appena tre lettere. Il giorno in cui deve incontrarla per la prima volta è anche quello fissato per il matrimonio. Con il suo abito migliore e in compagnia del suo primogenito, l'undicenne Jim, Will viene messo al corrente di alcune maldicenze che circolano sulla professione passata della sua futura sposa. A quelle notizie i suoi propositi vacillano, ma per fortuna è lo stesso Jim, una volta conosciuta la futura giovane matrigna, a sgombrare il campo da ogni dubbio e ad approvare per primo e a pieni voti le qualità della ragazza che il padre si è scelto come moglie.

### Dietro le sbarre
Dietro le sbarre (Jugged) è apparso per la prima volta in "Western Magazine" nel dicembre 1955 con il titolo The Boy from Dos Cabezas.
Rissoso e troppo incline alle bevute, il diciannovenne Pete Given si è messo su una brutta strada e fa disperare la sua giovanissima moglie Mary Ellen. Quando finisce dietro le sbarre per una rissa durante la quale, in realtà, ha solo difeso un amico, si trova a confronto con un vero "cattivo", il pistolero pluriomicida Hanley Miller, che è in cella con lui. In questa occasione il ragazzo ha modo di far valere coraggio e sangue freddo. Dopo aver sventato il tentativo di evasione del violento bandito, Pete viene compensato dallo sceriffo Boynton non solo con l'archiviazione definitiva del suo caso, ma addirittura con la proposta di diventare vice-sceriffo, al posto del vanitoso Stan Cass che per una stupida leggerezza, invece, ha rischiato quasi di farsi uccidere e di far scappare il criminale.

### Il momento della vendetta
Il momento della vendetta (Moment of Vengeance) è apparso per la prima volta sul Saturday Evening Post del 21 aprile 1956 con il titolo originario di The Waiting Man.
Una prova di carattere tra il ricco mandriano Ivan Kergosen e uno dei suoi uomini migliori, l'ex guida scout Phil Treat, che ha osato sposare Ellis, la figlia di Kergosen, senza chiedere il permesso all'autoritario allevatore. Ma Treat sembra un uomo dalla fibra tenace. A nulla serve che Kergosen obblighi Ellis a tornare nella casa paterna, dove la ragazza, innamorata del marito, si ribella alle imposizioni del genitore opponendogli un silenzio ostile. Né tantomeno servono le intimidazioni rivolte contro Treat dagli altri cowboy di Kergosen, che lo aggrediscono e gli distruggono la casa. Alla fine l'esperienza e la paziente determinazione di Treat avranno la meglio, e il vecchio dovrà lasciar andare la figlia e accettare nella famiglia il genero.

### L'uomo con un braccio solo
L'uomo con un braccio solo (Man with the Iron Arm) è apparso per la prima volta nel settembre 1956 in Complete Western Books con il titolo The One Arm Man.
Per un po' di tempo John Lefton, ex tenente reduce dalla guerra civile, dove ha perduto un braccio, vive un'esistenza di miseria ed autocommiserazione, ubriacandosi e lavorando come garzone di stalla nella locanda di Mr. Brody, senza mai rispondere alle lettere della donna che lo ama e che vorrebbe vivere al suo fianco nonostante la menomazione ricevuta in guerra. Poi però, quando sembra ormai aver toccato il fondo, l'inatteso scontro con Tobin Royal, un giovane ed arrogante cowboy, che non si trattiene dall'aggredire e umiliare Lefton, questi riscopre l'orgoglio e la fiducia in sé stesso e ricostruisce un'esistenza ammirevole e la prospettiva di un futuro, in attesa di poter restituire la lezione dell'arrogante ragazzotto.

### Il giorno più lungo
Il giorno più lungo (The Longest Day of His Life) è stato pubblicato per la prima volta in Western Novel and Short Stories nell'ottobre 1956.
Figlio di un dirigente della Hatch & Hodges Line Company, il giovane Steve Brady sta facendo una veloce carriera, partendo dalla gavetta. Dopo qualche anno a cassetta sulle diligenze della compagnia, ora si occupa di concludere contratti commerciali per creare stazioni di servizio lungo le piste. Il suo primo compito è quello di convincere il piccolo allevatore Glennan a concludere un accordo con la compagnia. Ma la missione ha una svolta improvvisa quando, sulla strada verso la fattoria, Steve viene fermato da due uomini armati e pericolosi: il giovane e infiammabile Albie costringe Steve a togliersi il suo elegante vestito e a dargli i soldi che ha. Più tardi Brady arriva alla fattoria, dove viene accolto da Catherine Mary, la graziosa figlia del proprietario, rimasta momentaneamente sola e reduce lei stessa delle insidie dell'arrogante Albie. Steve e Catherine hanno appena il tempo di conoscersi che gli uomini armati riappaiono. Ora sono in tre, e il capo del gruppo, Ed Moak, è una vecchia conoscenza di Steve: proprio lui, alcuni anni prima, lo aveva disarmato durante una rapina alla diligenza, facendoilo finire in prigione per un po'. Moak tuttavia nasconde bene i suoi rancori e, anzi, si mostra conciliante e pieno delle migliori intenzioni: lascia presto la fattoria Glennan con i suoi complici, ma Steve sa bene che è solo una tregua momentanea, e si aspetta un nuovo assalto durante la notte. Cosa che puntualmente accade, senza però che Steve e Catherine si lascino prendere di sorpresa. Albie è il primo a tentare di intrufolarsi nella casa, ma si prende una pallottola nella pancia. Rimesso in sella agonizzante, il ragazzo non arriva vivo dai suoi complici. Poco dopo è il turno dello stesso capobanda Moak di sottovalutare l'efficienza della pistola di Brady e cadere a terra fulminato. Il terzo malvivente è più furbo degli altri e lascia in pace Steve, il quale ora, dopo il pericolo scampato, avrà modo di scoprire se il suo rapporto di amicizia con la ragazza possa diventare qualcosa di più di una semplice conoscenza occasionale.

### Nagual
Nagual (The Nagual, già The Accident of John Stam's) è apparso nel novembre 1956 in 2-Gun Western.
Quando lo si sente raccontare le sue storie visionarie di animali stravaganti apparsi nei boschi e sulle montagne, dove trascorre sempre più tempo dopo che la vecchiaia e un infortunio alla gamba gli impediscono di svolgere il suo abituale lavoro di domatore di cavalli, il messicano Ofelio Oso viene scambiato per un vecchio mezzo matto, in attesa della fine dei suoi giorni. In realtà con la sua surreale storia sul "Nagual", un vendicativo essere mutaforma, ora uomo, ora stallone selvaggio, Ofelio intende soltanto fornire al vice-sceriffo Billy-Jack Trew un sottile indizio di quello che ha visto dal suo solitario osservatorio nei boschi, come muto e impotente testimone, quando il suo datore di lavoro, il ranchero John Stam, geloso e vendicativo, si è sbarazzato della moglie adultera Marion e del suo amante, Joe Slidell, anch'egli uno dei domatori a libro paga di Stam, assassinando entrambi senza pietà. Solo quando smette di pensare che il vecchio Ofelio sia preda di demenza senile e prende sul serio il messaggio contenuto nel racconto sul Nagual, il vice-sceriffo potrà finalmente far luce sul duplice omicidio e consegnare il responsabile alla giustizia.

### La camicia rossa
La camicia rossa (The Kid, già The Gift of Regalo) è stato pubblicato nel dicembre 1956 in Western Short Stories.
Storia di un orfano che viene inizialmente cresciuto da una coppia di messicani, che gli danno l'inusuale nome di Regalo, e poi, dopo la morte di questi, vive a lungo con gli Apache di una riserva, finché non viene sorpreso da Ken, un solitario e rude cacciatore, nell'atto di rubargli del cibo. L'uomo punisce il ragazzino costringendolo a lavorare per lui, senza permettergli di andarsene. La situazione viene notata da Terry, un cowboy dal cuore tenero, e dalla sua amata, la diciassettenne Deelie, che si prendono a cuore la condizione del ragazzino. Quando Terry gli regala una camicia di color rosso, ne conquista l'amicizia, ma al tempo stesso suscita la reazione del malvagio Ken, che si scontra con Terry avendone la peggio. Nel frattempo Regalo riesce a sfuggire al suo aguzzino, e per un po' di tempo non se ne ha più notizia. Quando riappare, sarà per ricompensare l'affetto di Terry e Deelie, ormai prossimi al matrimonio, con una pepita d'oro: solo Regalo conosce l'esatta ubicazione di un ricco giacimento. Ken cerca allora di rivendicare il controllo sul bambino, ma non ha alcuna possibilità che gli venga affidato, dal momento in cui Terry e Deelie potranno garantirgli invece un futuro all'interno di un'autentica famiglia.

### Buoni e cattivi
Buoni e cattivi (Only Good Ones) è stato pubblicato nel 1961 nell'antologia Western Writers of America Anthology, editore MacMillan, New York.
Un apologo cinico e disincantato: nella comunità di frontiera di Maricopa basta il sospetto capriccioso del ricco allevatore Tanner per scatenare una violenta reazione contro un uomo di colore e la sua moglie incinta e apache, che vivono isolati sui pascoli in montagna. Tanner ha riconosciuto nel poveraccio un disertore assassino, ma si è sbagliato. L'uomo assediato e braccato nella sua casa non è la persona giusta. Tuttavia per la popolazione bianca di Maricopa non fa differenza: i neri, gli indiani e i messicani si assomigliano tutti. Il giovane Bob Valdez, che ha ottenuto l'incarico di sceriffo solo per tenere buoni gli ubriaconi della sua razza, cerca di mettersi in mezzo ed evitare un insensato spargimento di sangue, ma lui stesso pagherà di persona la sua pretesa di giustizia.

### La donna apache
La donna apache (The Tonto Woman) è stato pubblicato nel 1982 nella raccolta Roundup. Western Writers of America Anthology, Doubleday.
Ci vuole un poco di buono come Ruben Vega, cowboy incline al furto e mosso da una visione del mondo impregnata di cinismo, per far ritrovare un po' d'orgoglio e di amor proprio a Sarah Isham, sposa di un potente mandriano locale. La donna è stata per dodici anni prigioniera degli indiani Mohave, che le hanno indelebilmente tatuato il volto di blu, e ora, tornata nelle sue terre, viene tenuta lontana dal marito, costretta a vivere in una misera capanna ai margini del deserto, dove molti vengono ad osservarla di nascosto. Questo finché non arriva anche Ruben Vega, che nonostante la sua scarsa considerazione per l'universo femminile, viene mosso a compassione dal caso di questa donna coraggiosa, ma sfortunata. E così, con un po' di sfacciataggine e galanteria, incurante delle minacce degli uomini del potente Isham, riesce pure a convincerla a tornare a farsi a vedere in paese e ad incontrarsi con il marito, chissà, forse per iniziare una fase più dignitosa della sua esistenza.

### Il ritorno dell'eroe
Il ritorno dell'eroe ("Hurrah for Captain Early!") è stato pubblicato nel 1994 nella raccolta New Trails. Western Writers of America Anthology, Doubleday.
Il ritorno a casa sua, a Sweetmary, dell'eroe della guerra di Cuba Bren Early è atteso con trepidazione. Non altrettanta calorosa accoglienza viene invece riservata a Bo Catlett, che arriva in paese un giorno prima dell'atteso Early. Nessuno crede che un uomo di colore come lui possa aver realmente combattuto in guerra. Invece Bo si è coperto di gloria, prima contro gli indiani, poi nella stessa spedizione di Cuba in cui i Rough Riders, i combattenti scelti di Teddy Roosevelt, sono stati sonoramente battuti, e l'eroe Early si è preso una pallottola nel fondo schiena. Catlett è venuto a trovare il vecchio commilitone per restituirgli la spada che gli aveva preso per proseguire l'assalto, quel giorno in cui Early era caduto a terra ferito in modo imbarazzante. La gente del paese è ostile verso Catlett, almeno finché non assiste all'incontro dei due soldati. Quando Early abbraccia quel coraggioso uomo di colore, alcuni ragazzini ignoranti che hanno osato sfidarlo a rischio della loro stessa vita arriveranno a comprendere che i suoi ricordi di guerra non sono invenzioni.

## Edizioni
- Elmore Leonard, Tutti i racconti western, traduzione di Luca Conti, Einaudi, 2008,  p. 678, ISBN 978-88-06-19301-0.